# Akureyri

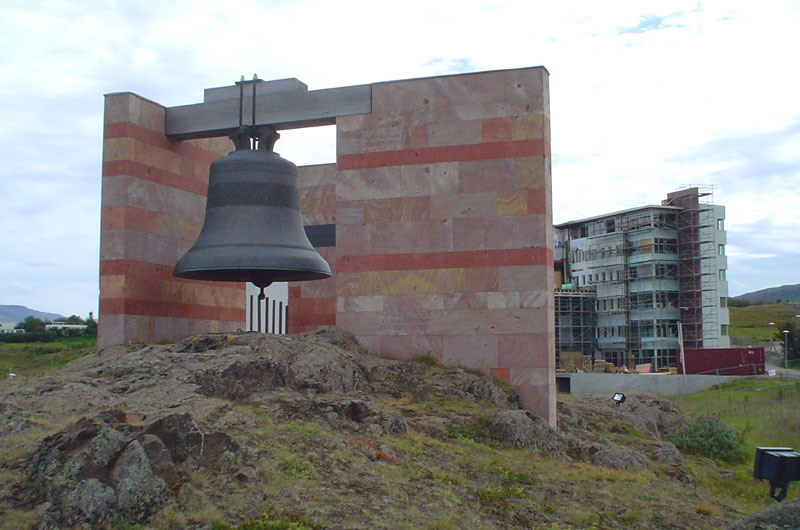
Le clocher de l'Université d'Akureyri.

Akureyri (/ˈaːkʰʏrˌeiːrɪ/ ) est une municipalité et une ville du nord de l'Islande. Elle est la capitale de la région Norðurland eystra et est un important port maritime. Avec une population de 17 754 habitants en 2011, il s'agit de la quatrième ville d'Islande, derrière Reykjavik, Hafnarfjörður et Kópavogur, mais de la deuxième agglomération d'Islande derrière Reykjavik. Elle est le plus grand centre de services dans le nord du pays.
La ville se trouve sur les bords du fjord Eyjafjörður et du fleuve Glerá. Elle est située à 50 km au sud du cercle polaire.

## Géographie

### Localisation
Akureyri est située dans le nord de l'Islande, sur la côte ouest du fjord Eyjafjörður.
La ville est entourée de montagnes, la plus haute étant Kista (1 447 mètres). La ville est traversée par le fleuve Glerá qui forme le banc de sable Oddeyri en se jetant dans la mer. La zone du fjord située entre Oddeyri et sa fin est connue sous le nom de Pollurinn (le bassin) et est connue pour ses vents calmes et son port naturel.

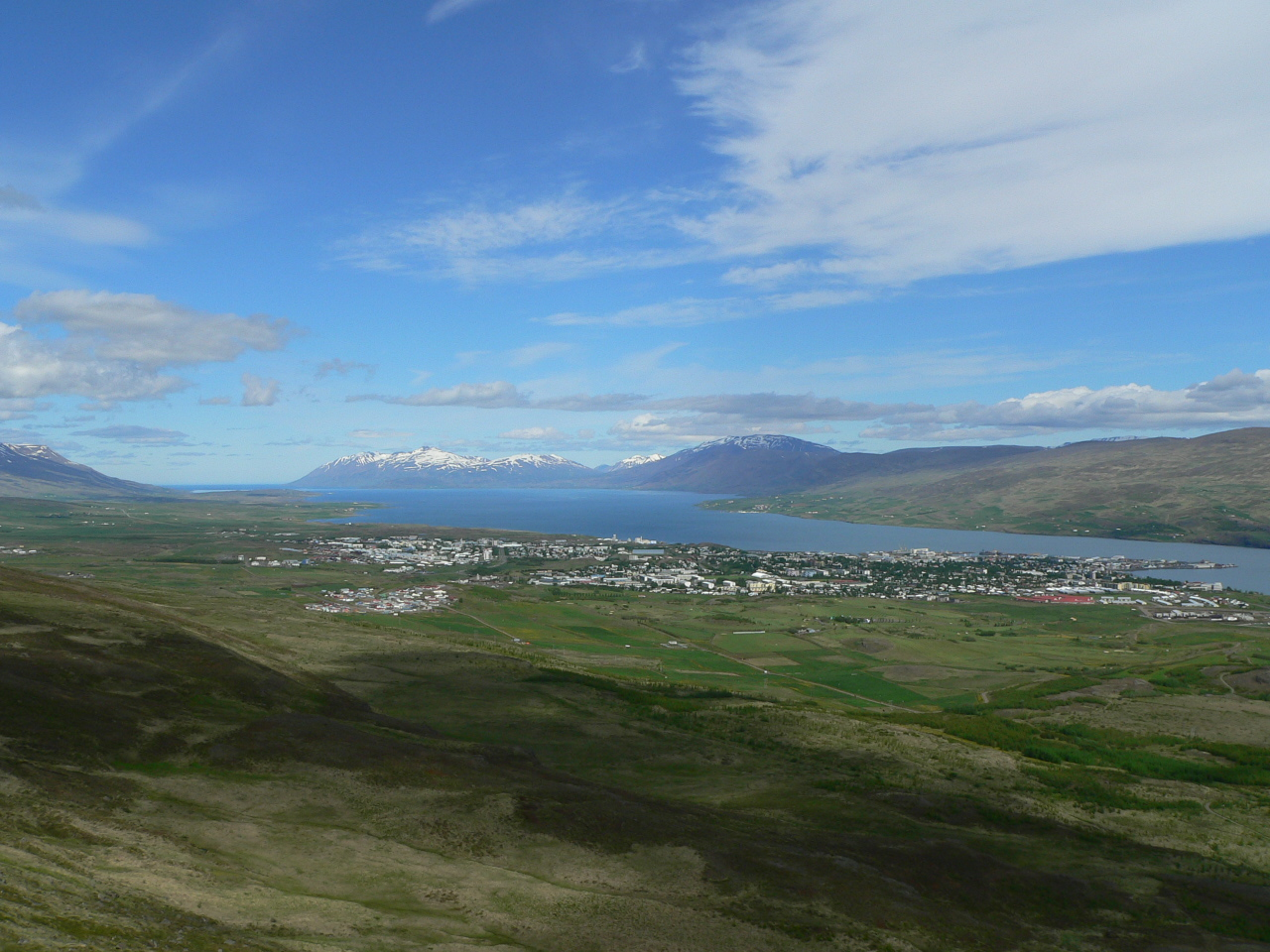
L'Eyjafjörður avec, au premier plan, Akureyri.
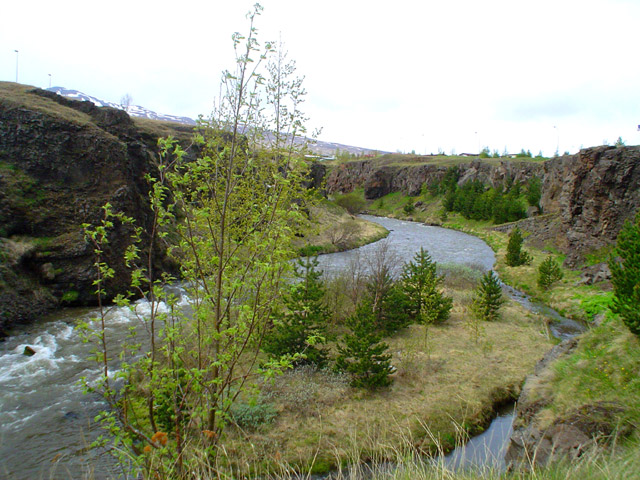
Le fleuve Glerá.
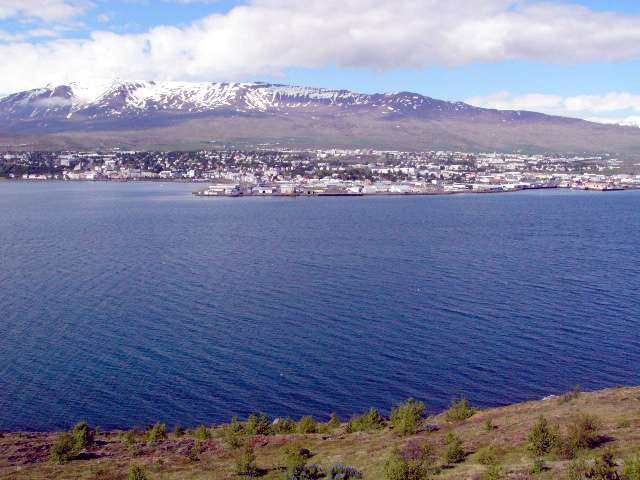
Akureyri.

### Climat
Akureyri possède un climat subpolaire océanique comme l'ensemble des régions côtières islandaises. Les températures connaissent de faibles variations diurnes et saisonnières grâce à l'effet modérateur des eaux chaudes de la dérive nord atlantique qui baignent l'île. La température moyenne du mois le plus froid y est de −2,2 °C et celle du plus chaud de 10,5 °C. Akureyri est l'endroit le moins arrosé d'Islande avec une moyenne de 488 mm de précipitations par an contre 798 mm pour la capitale islandaise. En raison de la position de la ville à la fin d'un long fjord entouré de hautes montagnes, le climat connaît de plus grandes variations de température (des étés plus chauds, des hivers plus froids) que dans beaucoup d'autres parties habitées de l'Islande. Cependant les montagnes protègent la ville des vents forts. Le climat relativement chaud (pour sa latitude) permet aux plantes du jardin botanique de s'épanouir sans avoir besoin de serres. La zone autour de Akureyri possède l'un des climats les plus chauds d'Islande, même si elle n'est située qu'à 100 km du cercle polaire arctique.
| Mois                              | jan. | fév. | mars | avril | mai  | juin | jui. | août | sep. | oct. | nov. | déc. | année |
| --------------------------------- | ---- | ---- | ---- | ----- | ---- | ---- | ---- | ---- | ---- | ---- | ---- | ---- | ----- |
| Température minimale moyenne (°C) | −5,5 | −4,7 | −4,2 | 1,5   | 2,3  | 6    | 7,5  | 7,1  | 3,5  | −0,4 | −3   | −5,1 | 0,4   |
| Température moyenne (°C)          | −2,2 | −1,5 | −1,3 | 1,6   | 5,5  | 9,1  | 10,5 | 10   | 6,3  | 3    | −0,4 | −1,9 | 3,2   |
| Température maximale moyenne (°C) | 0,9  | 1,7  | 2,1  | 5,4   | 9,5  | 13,2 | 14,5 | 13,9 | 9,9  | 5,9  | 2,6  | 1,3  | 6,7   |
| Précipitations (mm)               | 55,2 | 42,5 | 43,3 | 29,2  | 19,3 | 28,2 | 33   | 34,1 | 39,1 | 58   | 54,2 | 52,8 | 488,9 |

### Voies de communication et transports

#### Voies routières
La Route 1 ou route circulaire (Þjóðvegur 1 ou Hringvegur) relie la ville avec les autres parties du pays, y compris Reykjavik, qui est située à 390 km.

#### Transport urbain
Il existe plusieurs lignes d'autobus exploitées par la SVA. Les trajets sont gratuits depuis 2008, ce qui a entraîné une augmentation de 130 % du nombre de personnes transportées par rapport à l'année précédente.

#### Transport aérien
Akureyri possède un aéroport, l'aéroport d'Akureyri (code AITA : AEY).
Il s'agit d'un des quatre aéroports internationaux d'Islande, et du seul aéroport international situé dans le nord du pays. L'aéroport actuel est principalement utilisé pour les vols intérieurs, et pour quelques vols internationaux l'été. Air Iceland Connect effectue plusieurs vols quotidiens pour Reykjavik, mais il y a également des vols vers Grimsey, Vopnafjörður et Þórshöfn.
En 2016, 183 301 passagers sont passés par l'aéroport.

#### Transport maritime
Le port d'Akureyri est vital pour la ville, dont une partie de l'économie se fonde sur la pêche. Le port est également important pour le transport de marchandises et pour le tourisme, avec des navires de croisière qui font escale à Akureyri pendant les mois d'été. Le fait que le port soit libre de glace toute l'année a été important dans l'histoire de la fondation de la ville.

## Histoire
Le viking Helgi « magri » (le maigre) Eyvindarson est le premier à s'être installé dans la région au IXe siècle. La première mention d'Akureyri remonte à 1562 et se trouvait dans des dossiers judiciaires à la suite de la condamnation d'une femme pour adultère. Au XVIIe siècle, des marchands danois se sont établis sur le site actuel d'Akureyri, en raison du port naturel exceptionnel et de la fertilité des terres. Les marchands ne passaient qu'une partie de l'année à Akureyri et rentraient au Danemark l'hiver.

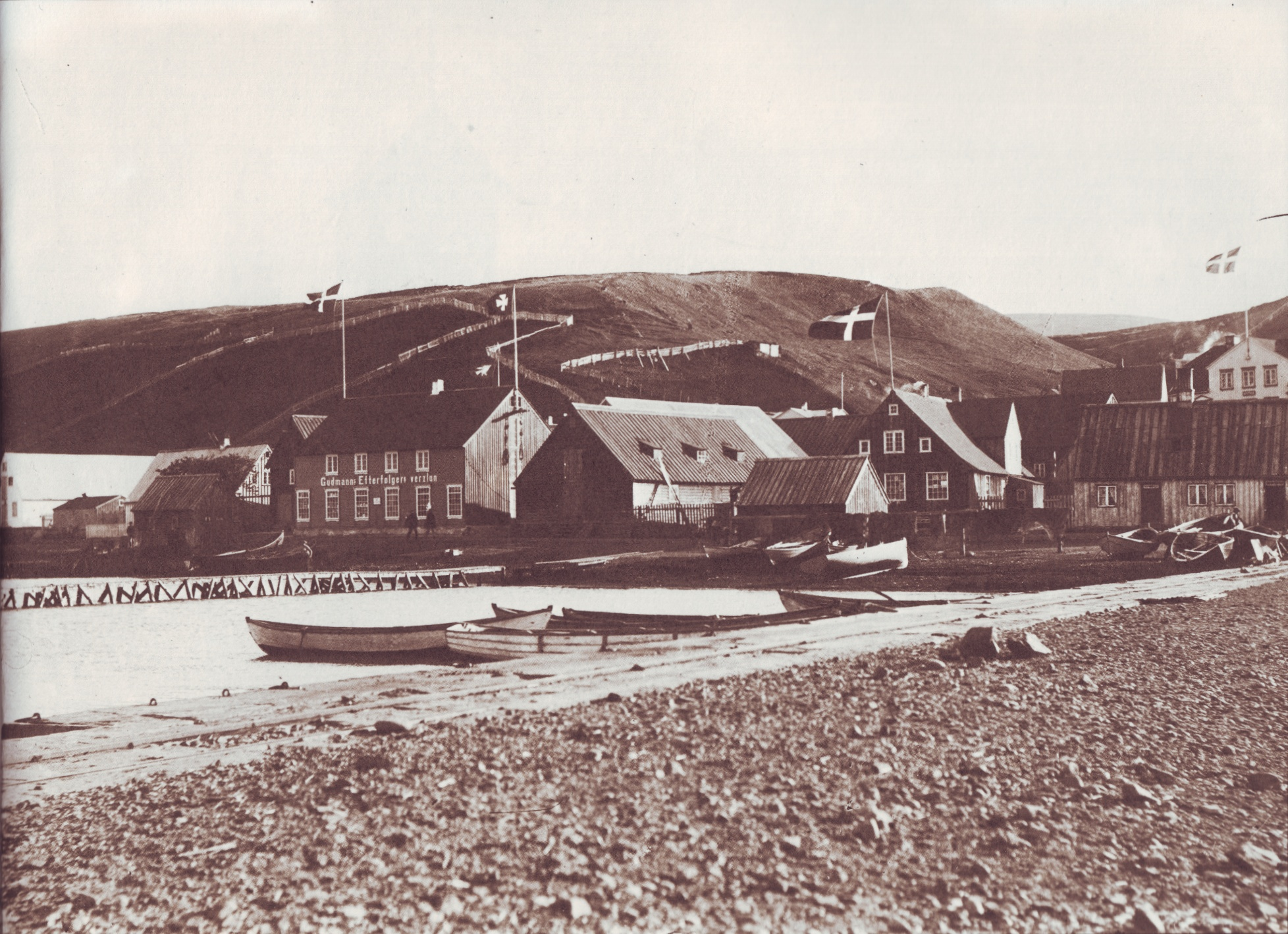
Akureyri au XIXe siècle.

La colonisation permanente à Akureyri a commencé en 1778, et huit ans plus tard, la ville obtint sa charte municipale de la part du roi du Danemark, ainsi que cinq autres villes en Islande. Le roi espérait ainsi améliorer les conditions de vie des Islandais par cette action, car à cette époque, l'Islande n'avait pas de zones urbaines. En ce qui concerne Akureyri, ce fut un échec, étant donné que la population initiale de 12 habitants n'avait pas augmenté au fil des années. La ville perdit son statut de municipalité en 1836 mais elle le recouvra en 1862. Dès lors, Akureyri a commencé à croître en raison de la très bonne situation de son port et aussi grâce à la production agricole de la région. Les produits agricoles constituaient une part importante de l'économie.
Au cours de la Seconde Guerre mondiale, Akureyri était une des trois bases aériennes utilisées en Islande par une escadrille anglo-norvégienne. Les avions décollaient d'Akureyri pour protéger les convois en provenance des États-Unis, qui se dirigeaient vers le Royaume-Uni et Mourmansk, des attaques de sous-marins allemands,.
Au XXe siècle, l'Islande a connu un exode de masse des campagnes vers les villes et la ville progressa vite, grâce à une nouvelle société de commerce et à la pêche motorisée. Aujourd'hui, c'est aussi l'industrie high tech qui joue un rôle important dans la ville. D'autre part, le tourisme représente un facteur important pour la croissance économique de la région.

## Administration

### Administration municipale
Akureyri est régie par un conseil municipal, élu directement par les personnes de plus de 18 ans ayant leur domicile dans la ville. Le conseil compte 11 membres, élus pour un mandat de quatre ans,.
Les dernières élections municipales ont eu lieu le 29 mai 2010. La "Liste du Peuple" a obtenu la majorité au Conseil municipal avec 6 sièges sur 11. C'était la première fois depuis l'introduction du système électoral actuel en 1930 qu'une liste remportait la majorité absolue. Actuellement[Quand ?], le maire est Eiríkur Björn Björgvinsson.
La municipalité d'Akureyri comprend également les îles de Grímsey et de Hjalteyri.

### Jumelages
La ville d'Akureyri est jumelée avec :
- Ålesund (Norvège) depuis 1953
- Lahti (Finlande) depuis 1953
- Randers (Danemark) depuis 1953
- Västerås (Suède) depuis 1953
- Gimli (Canada) depuis 1975
- Narsaq (Groenland) depuis 1975
- Mourmansk (Russie) depuis 1994
- Hafnarfjörður (Islande) depuis 1999
- Vágur (Îles Féroé) depuis 1999
- Denver (États-Unis) depuis le 9 mai 2012
- Martin (Slovaquie) depuis le 10 novembre 2023

## Population et société

### Démographie
| Année      | 1901  | 1910  | 1920  | 1930  | 1940  | 1950  | 1960  | 1970   | 1980   | 1990   | 2000   | 2022   |
| Population | 1 347 | 2 084 | 2 575 | 4 198 | 5 564 | 7 188 | 8 835 | 10 755 | 13 420 | 14 174 | 15 456 | 19 642 |

| Année      | 2001   | 2002   | 2003   | 2004   | 2005   | 2006   | 2007   | 2008   | 2009   | 2010   | 2011   |
| Population | 15 692 | 15 947 | 16 142 | 16 359 | 16 568 | 16 859 | 16 921 | 17 423 | 17 633 | 17 573 | 17 754 |

La population d'Akureyri a connu une augmentation constante depuis le début du XXe siècle. Entre 1901 et 2010, la population a été multipliée par 13.

### Éducation

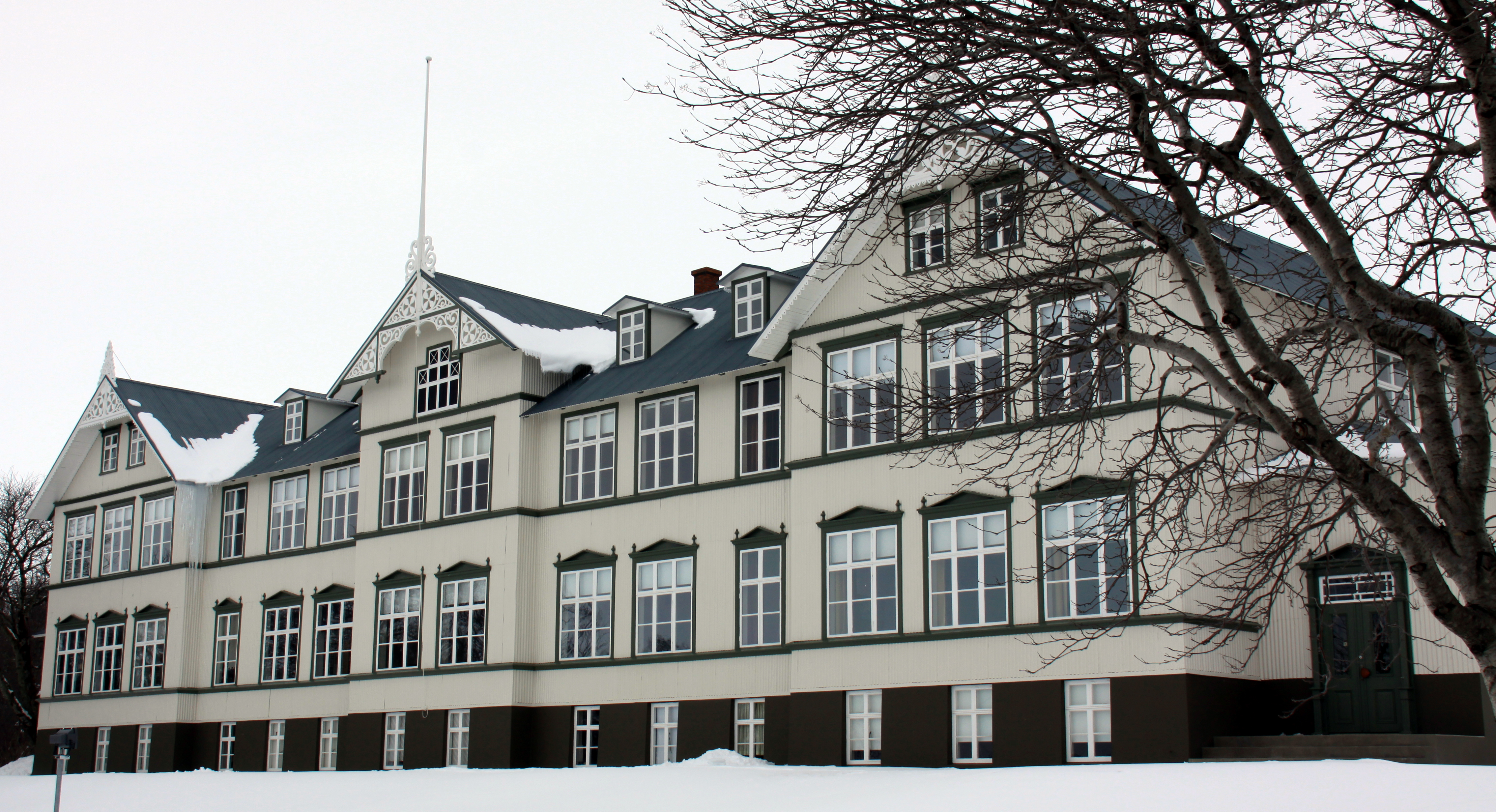
Le vieux bâtiment (Gamli Skóli) de la Menntaskólinn á Akureyri.

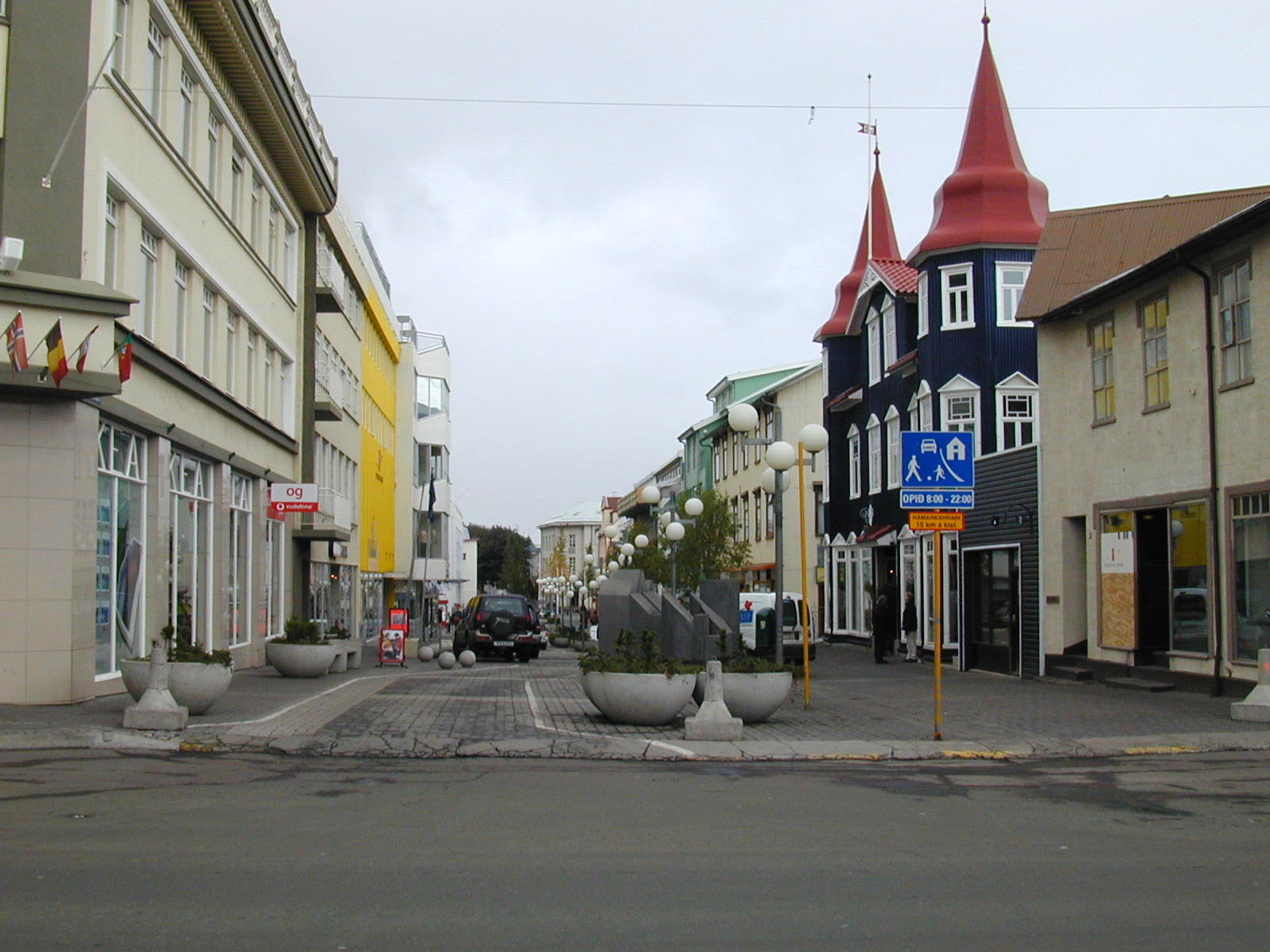
Le centre-ville d'Akureyri.

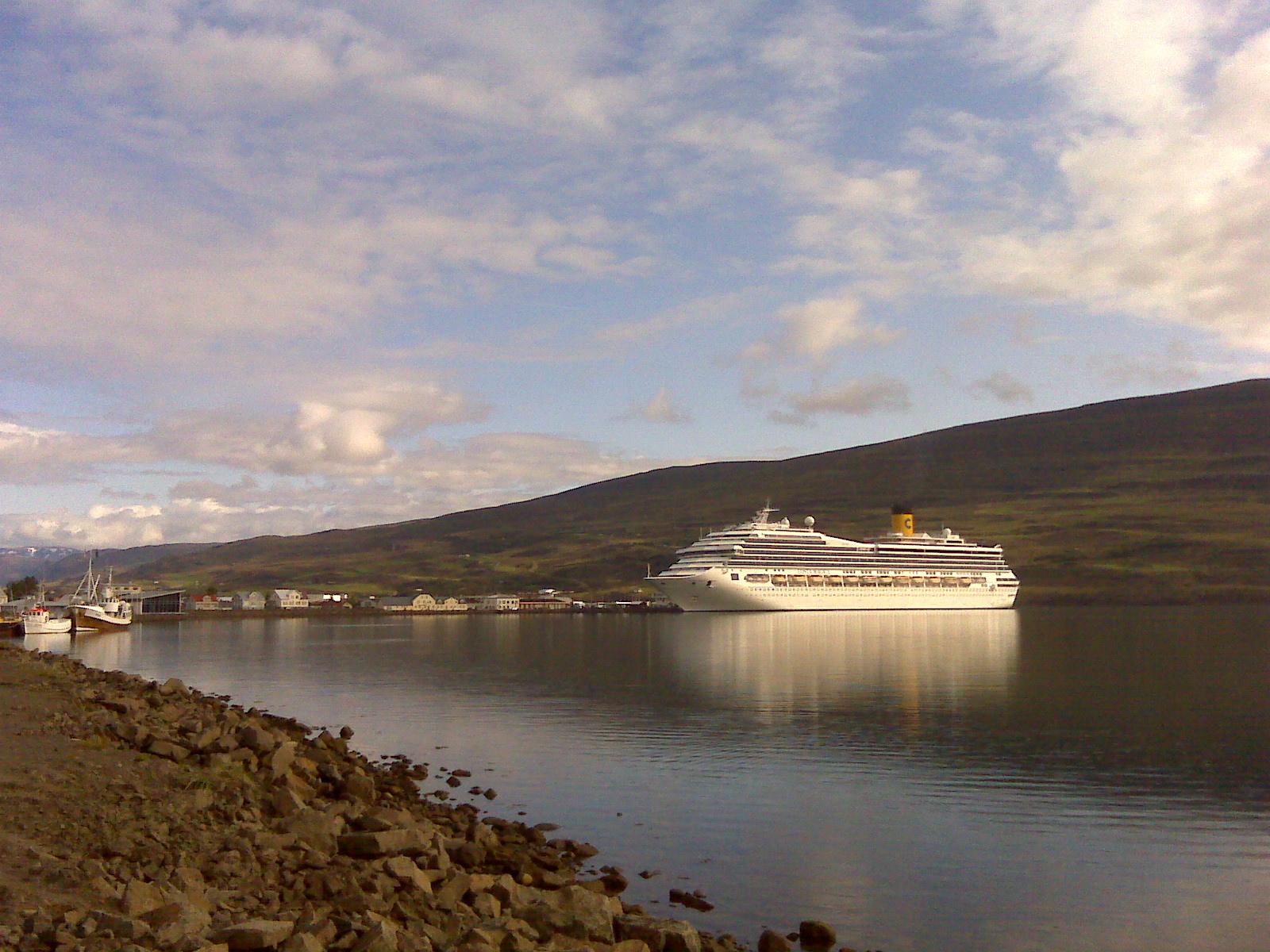
Un navire de croisière à Akureyri.

Il y a deux écoles secondaires à Akureyri, la Menntaskólinn á Akureyri étant la deuxième plus ancienne d'Islande. Il y a une université, Háskólinn á Akureyri, (Université d'Akureyri) qui a été fondée en 1987. Il y a 3 facultés: la faculté des affaires, la faculté des sciences humaines et sociales et la faculté de médecine. La RES – The School for Renewable Energy Science, créée en 2006 et qui propose une formation liée aux énergies renouvelables, est également située dans la ville. Cette école offre des diplômes d'études supérieures en collaboration avec deux universités de l'Islande.

### Manifestations culturelles et festivités
Akureyri a une importante scène culturelle. Pendant l'été, il y a plusieurs festivals dans la ville et ses environs. On peut citer le festival médiéval qui se tient chaque année à Gásir.

### Sports
- ÍBA Akureyri : ancienne équipe club de football, disparu en 1974 ;
- KA Akureyri : équipe de football ;
- Thór Akureyri : club omnisports.

## Économie
L'industrie de la pêche a toujours été une partie importante de l'économie locale. Ces dernières années, l'industrie et les services aux entreprises ont également progressé. L'enseignement supérieur est également un secteur de plus en plus présent dans l'économie locale. 20 % de la population active est employée dans le secteur des services.
Deux des cinq plus grandes entreprises de pêche en Islande ont leur siège social à Akureyri. D'autres grandes entreprises ont leur siège à Akureyri: Samherji, Norðurmjólk, hf Brim, et Vífilfell, la plus grande brasserie d'Islande.

## Culture locale et patrimoine

### Lieux et monuments
L'image du centre-ville d'Akureyri est fortement influencée par l'église Akureyrarkirkja (l'église d'Akureyri). La grande église qu'on appelle aussi la cathédrale de la glace est clairement visible sur la colline d'où elle domine la ville. Elle fut construite par l'architecte islandais Guðjón Samúelsson. D'après ses intentions, la couleur et la structure en béton rappelleraient la nature des environs. Les vitraux représentent des scènes de l'histoire ecclésiastique de l'île. On découvre quelques reliefs remarquables du fameux sculpteur Ásmundur Sveinsson.
Une autre église, la Glerárkirkja, conçue par l'architecte Svanur Eiríksson, se distingue également par son architecture moderne. La première partie de l'église a été inaugurée en 1985 et la grande nef a été construite en 1987. Une petite église en bois, la Lögmannshlíðarkirkja, est située sur les hauteurs de la municipalité.

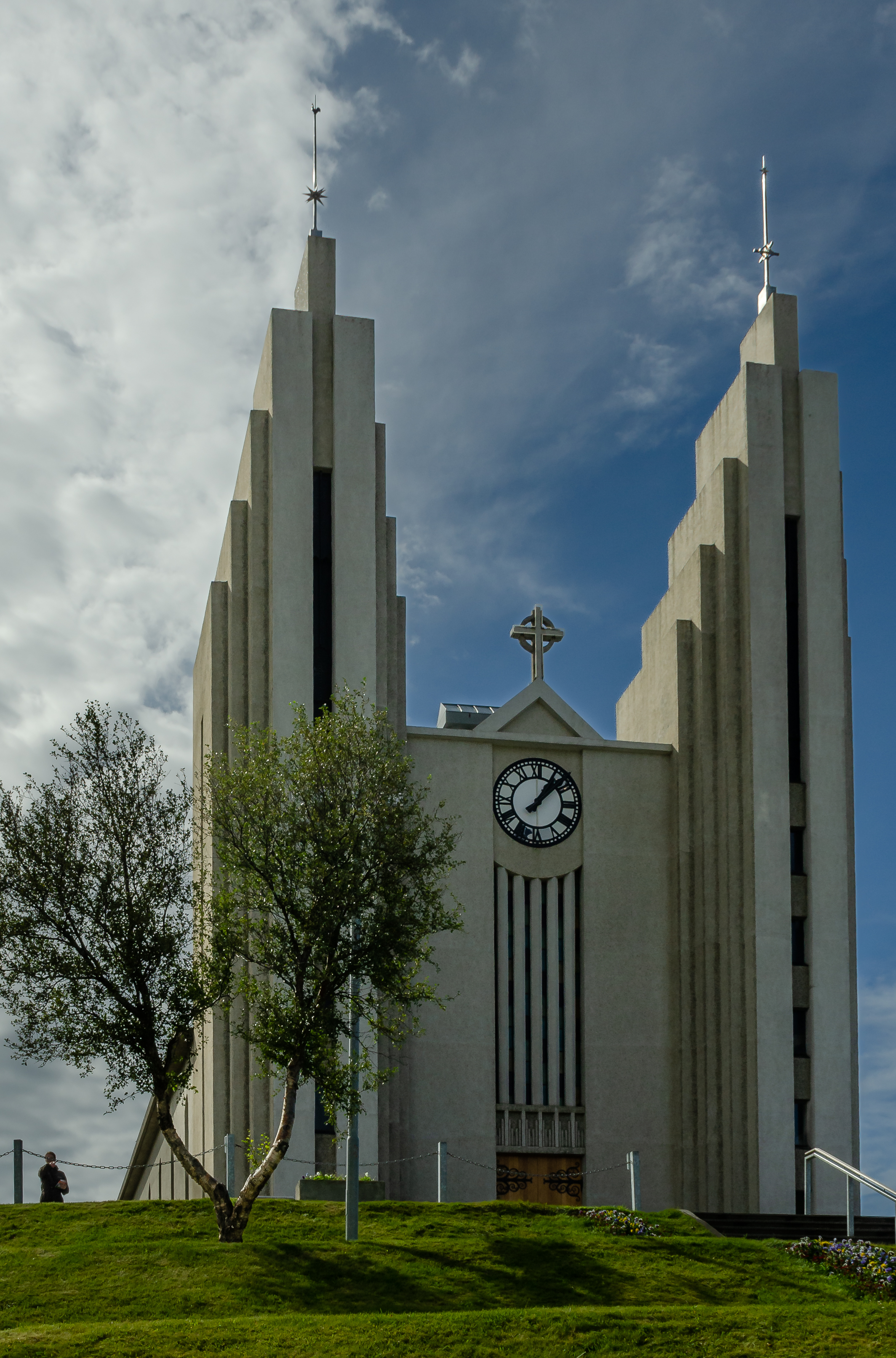
Akureyrarkirkja.
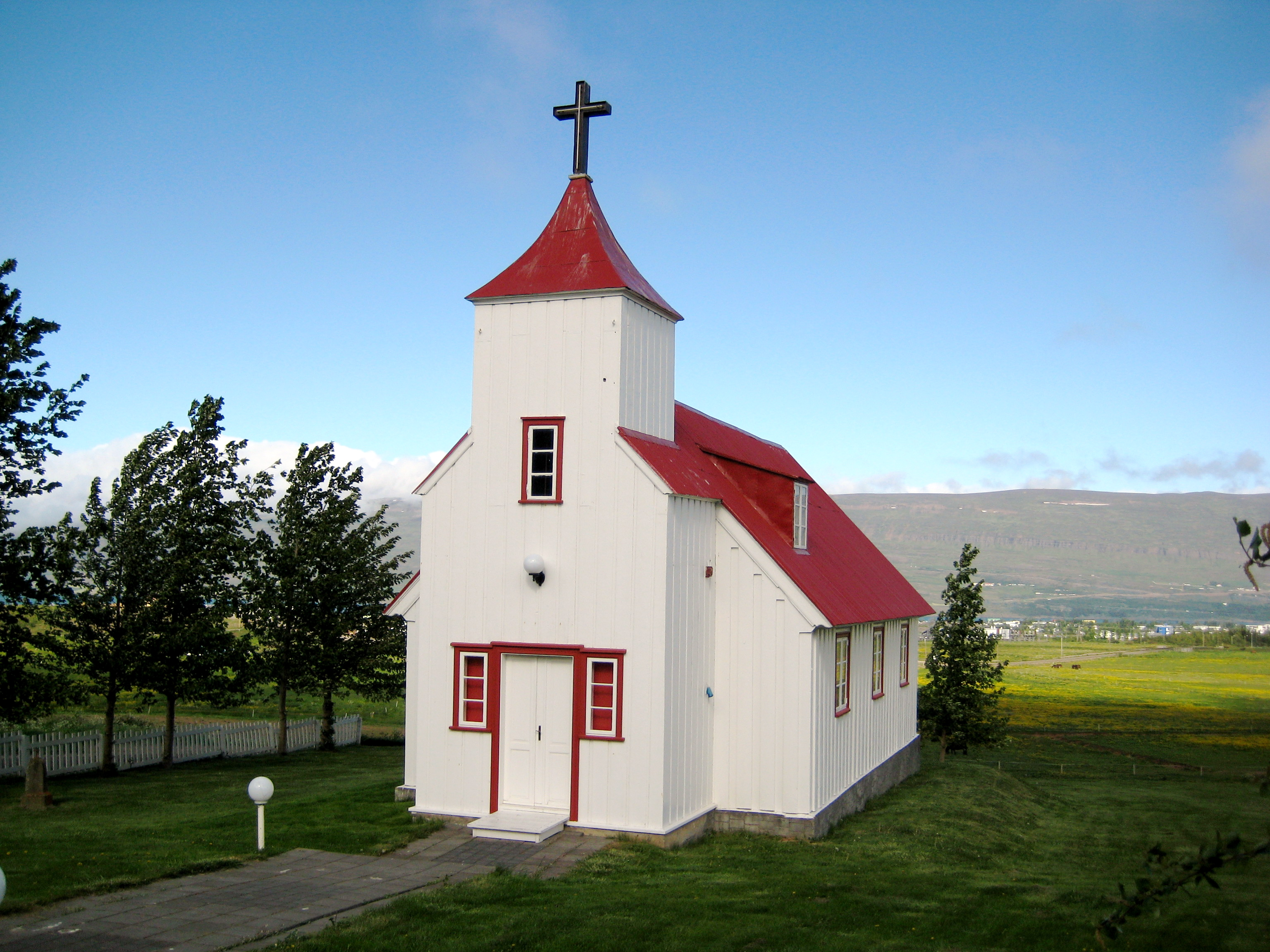
Lögmannshlíðarkirkja.

Plusieurs personnalités islandaises ont habité à Akureyri. La Nonnahús était la maison où vécut l'auteur connu de livres d'enfants Jón Sveinsson (1857 - 1944). Il écrivit une série de romans autour d'une figure centrale, le jeune Nonni qui quitte l'Islande pour découvrir le monde. Aujourd'hui, la maison est un musée avec des meubles du XIXe siècle et des réminiscences de l'auteur. La Sigurhæðir' fut la maison du poète Matthias Jochumsson qui écrivit, entre autres, le texte de l'hymne national de l'Islande (Lofsöngur). On peut également visiter la maison de l'écrivain et bibliothécaire Davið Stefánsson, la Daviðshús. Enfin, la Laxdalshús est un des bâtiments les plus vieux d'Akureyri, construit en 1795.

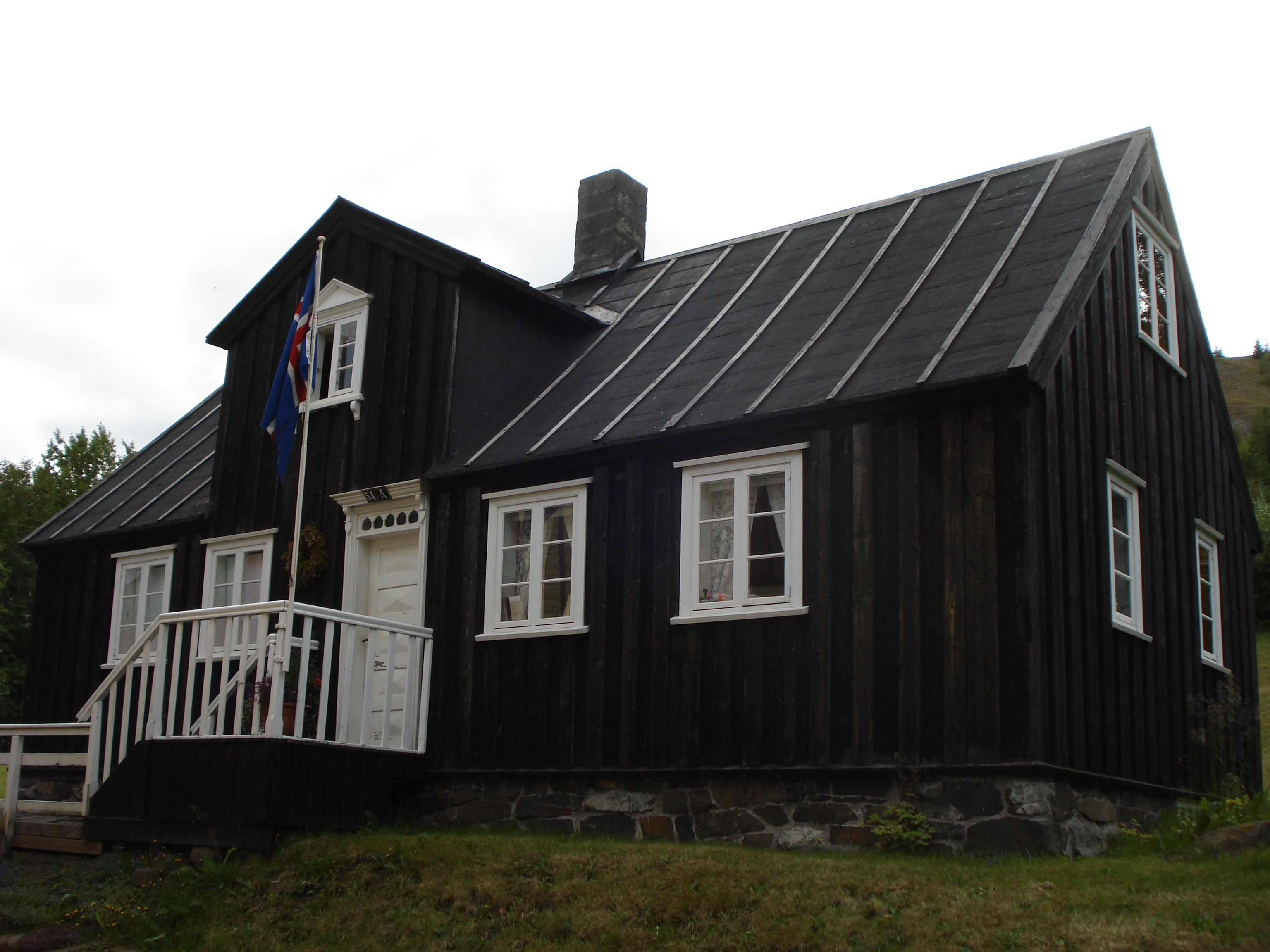
Nonnahús.
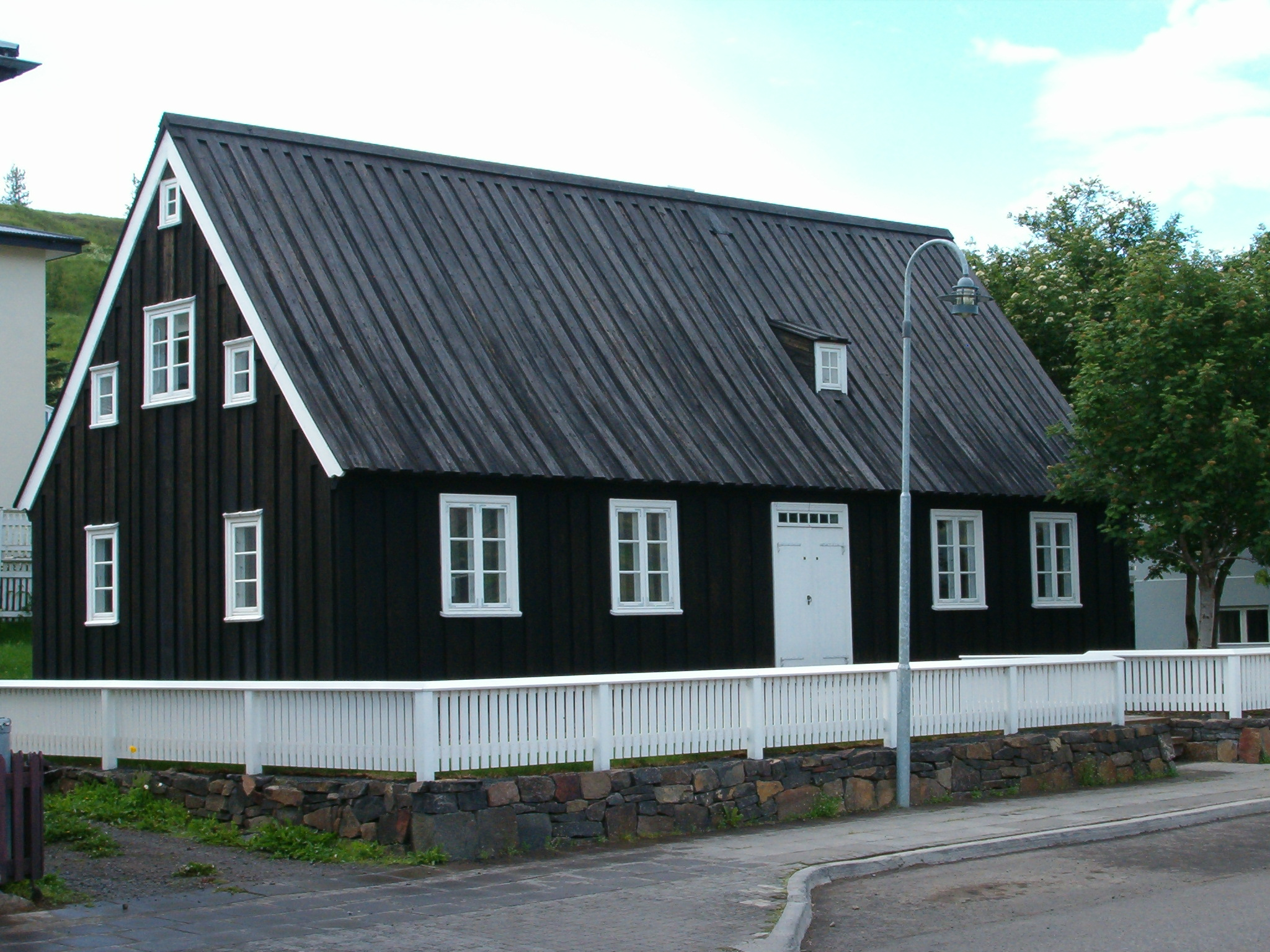
Laxdalshús.

### Équipements culturels
La ville a une des plus grandes bibliothèques du pays.

### Musées
On trouve plusieurs musées à Akureyri : le musée des arts (Listasafnið á Akureyri), où on présente surtout des œuvres d'art moderne, l'écomusée (Minjasafnið á Akureyri) où l'histoire de l'Eyjafjörður est présentée, et le musée d'art naturel (Náttúrufræðistofnun Norðurlands) où les animaux et les plantes des environs sont présentés.

### Patrimoine naturel
Le jardin botanique (Lystigarður Akureyrar) se trouve près de l'Akureyrarkirkja et présente 6000 sortes différentes de fleurs, d'arbres et d'autres plantes du monde entier et à peu près 400 sortes de plantes typiques d'Islande.

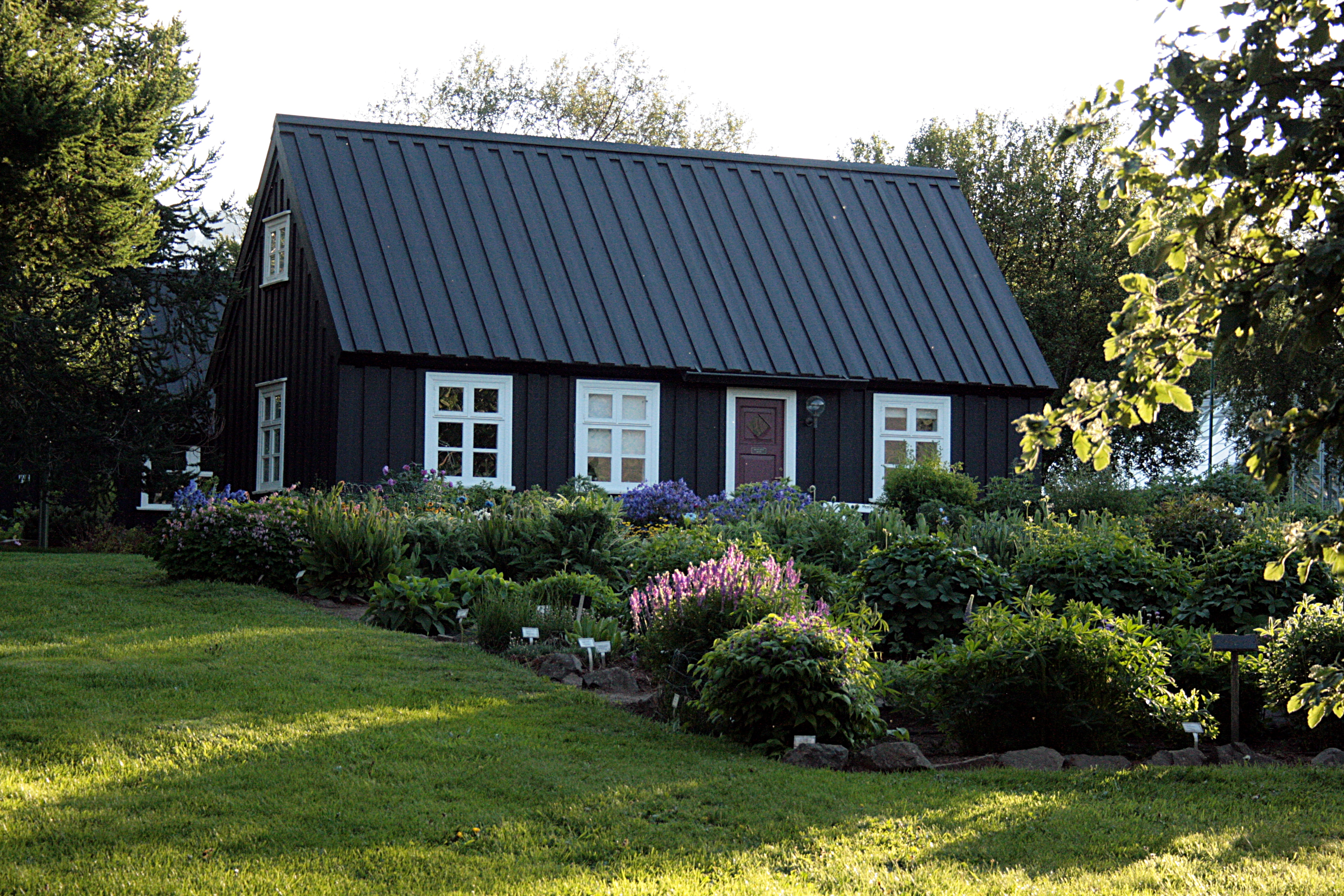
L'Eyrarlandsstofa.
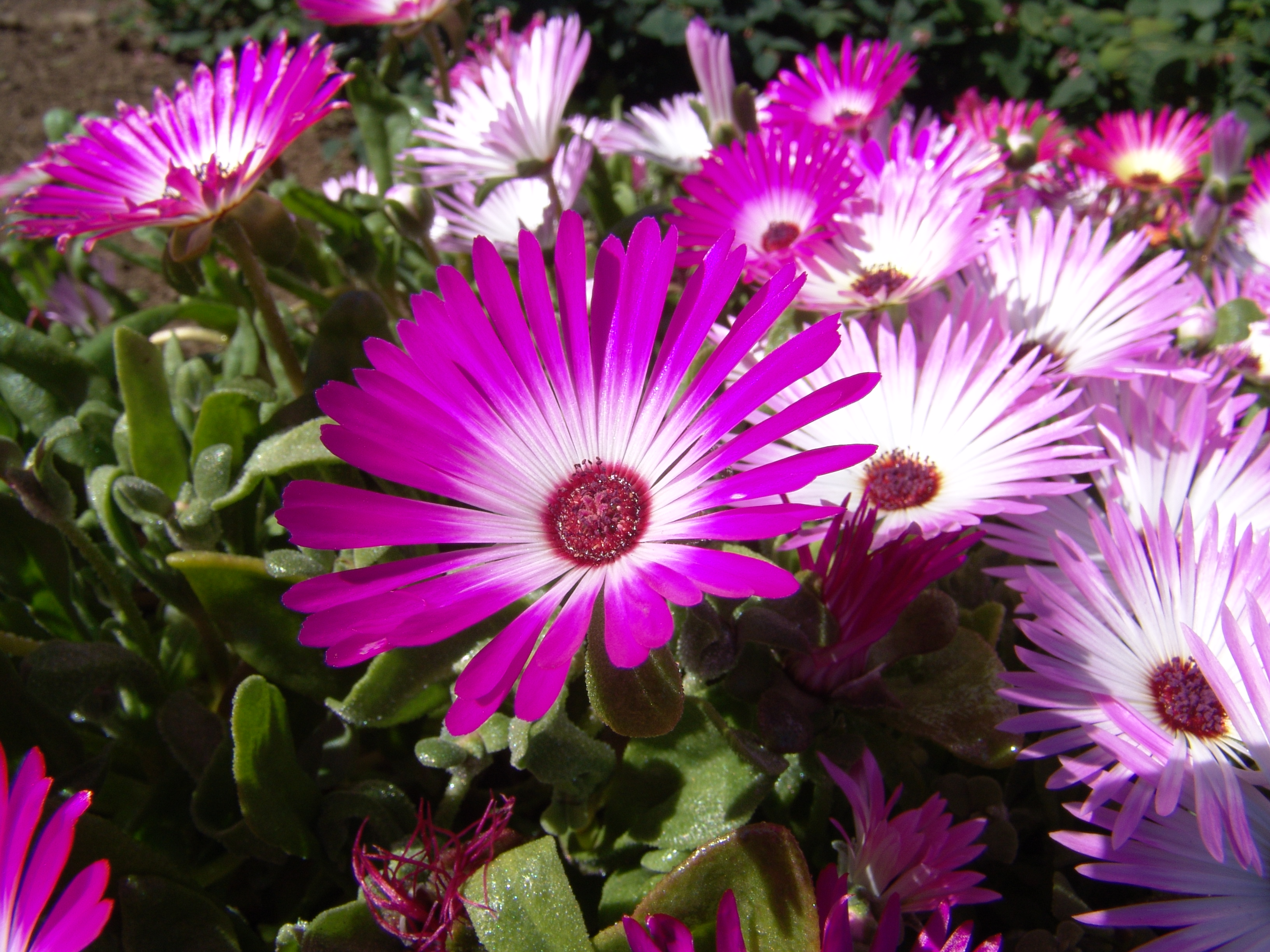
Fleurs au jardin botanique.
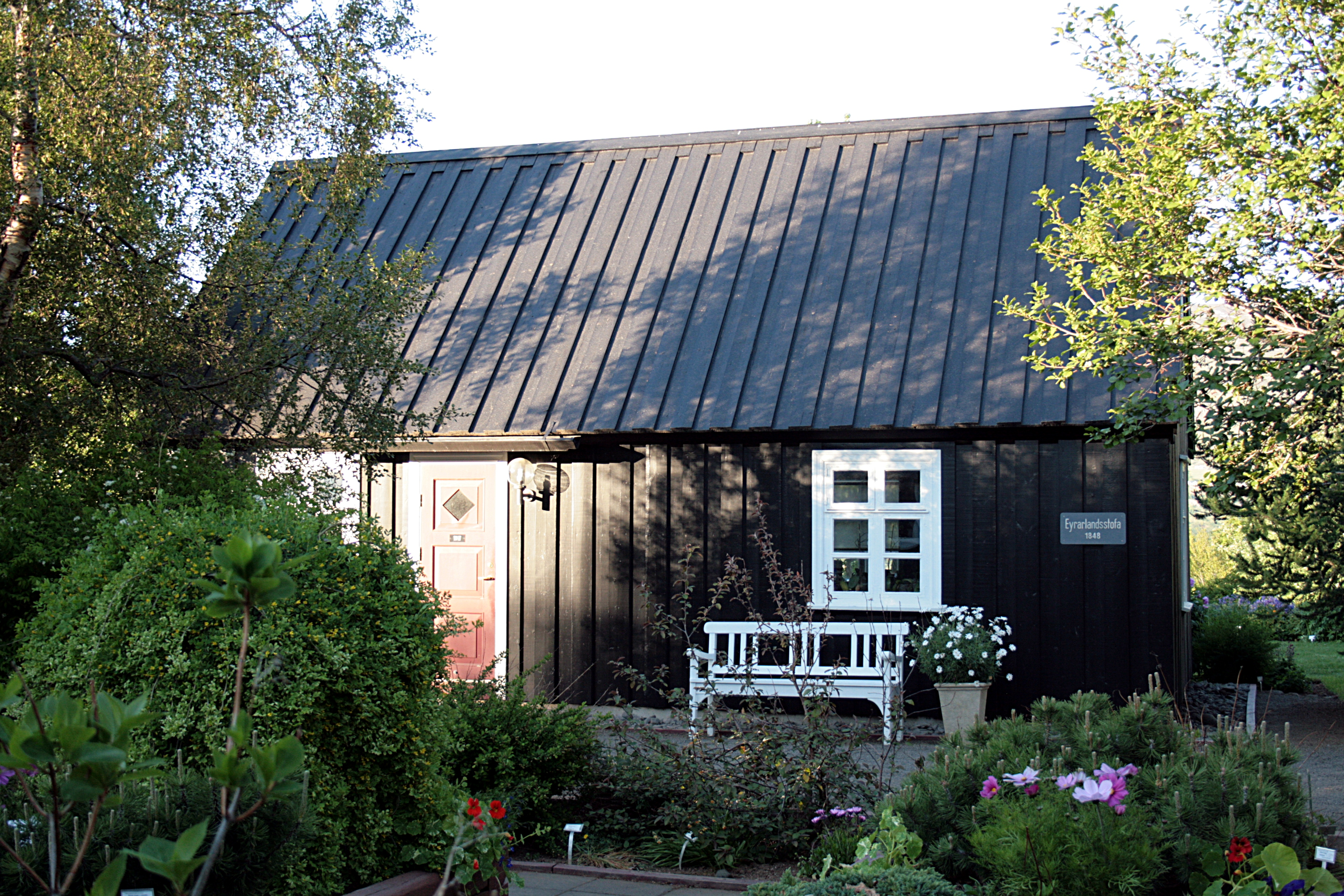
L'Eyrarlandsstofa.

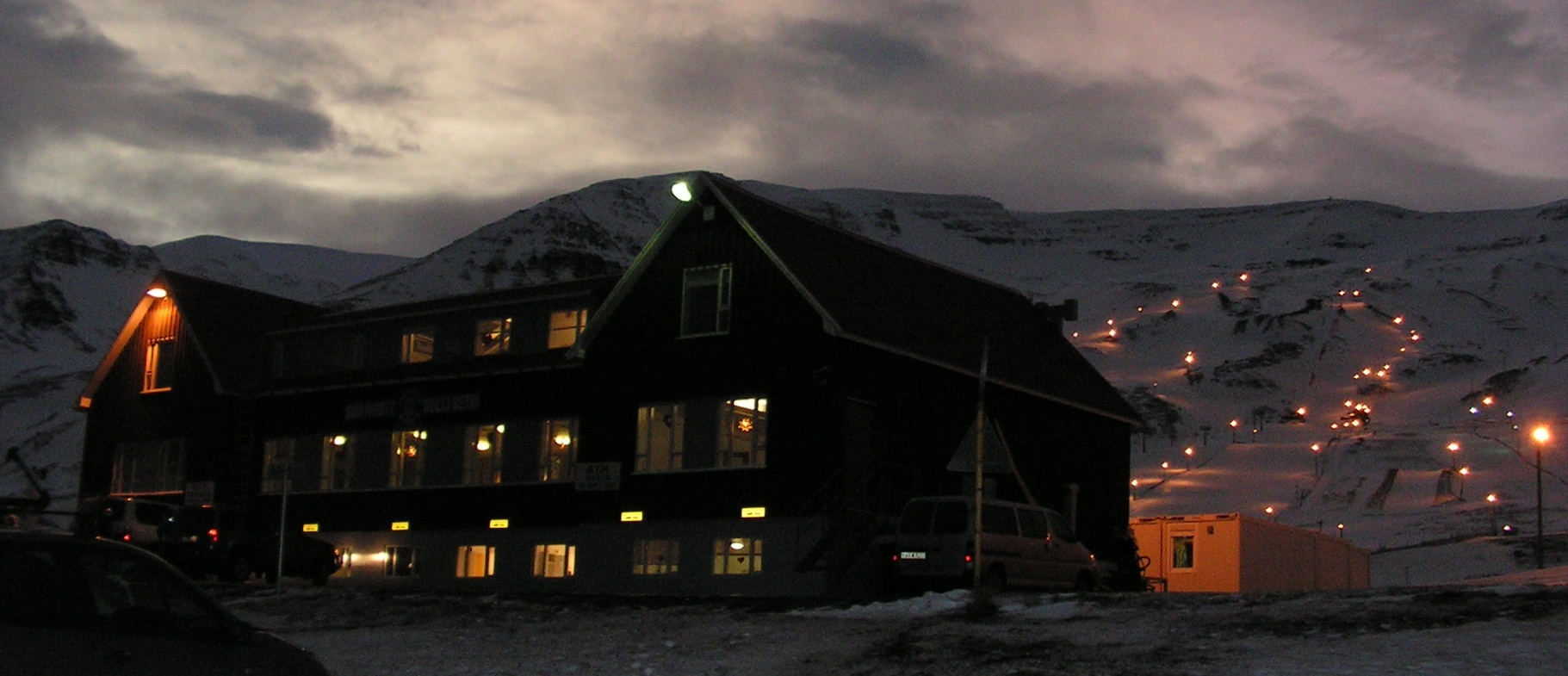
Les pistes de ski à Hlíðarfjall, à l'ouest de la ville.

On peut aussi faire de la ville son point de départ pour la découverte du nord de l'île. Parmi les sites naturels dans les environs se trouvent p.ex. le lac Mývatn, Húsavík avec possibilité d'observation de baleines, les îles de Grímsey et de Hrísey ou les chutes Dettifoss et Goðafoss. En hiver, le ski peut être pratiqué à Hlíðarfjall.

### Personnalités liées à la municipalité
- Matthías Jochumsson (1835-1920) : poète ;
- Jón Sveinsson (1857–1944) : écrivain né à Mödruvellir, près d’Akureyri ;
- Davíð Stefánsson (1875-1964) : poète ;
- Sigurður Helgason (1927-2023) : mathématicien ;
- Arnar Jónsson (1943-) : acteur ;
- Viktor Arnar Ingólfsson (1955-) : écrivain né à Akureyri ;
- Alfreð Gíslason (1959-) : joueur et entraîneur de handball né à Akureyri ;
- Atli Örvarsson (1970-) : compositeur né à Akureyri ;
- Heiðar Helguson (1977-) : footballeur né à Akureyri ;
- Jón Jósep Snæbjörnsson (1977-) : chanteur né à Akureyri ;
- Birkir Bjarnason (1988-) : footballeur né à Akureyri ;
- Gunnar Nelson (1988-) : pratiquant de MMA;
- Aron Gunnarsson (1989-) : footballeur né à Akureyi ;
- Halldór Helgason (1991-) snowboardeur professionnel né à Akureyri ;
- Eirikur "Eiki" Helgason (1987-) snowboardeur professionnel né à Akureyri, frère de Halldór Helgason.

Akureyri.

### Culture populaire
Dans l'album L'Étoile mystérieuse, Tintin et l'expédition polaire du FERS font escale à Akureyri pour faire le plein de mazout.
Une mission du jeu vidéo Tom Clancy's Splinter Cell: Double Agent se déroule à Akureyri.